# Les Malheurs d'Octavie
Pour plus de détails, voir Fiche technique et Distribution.
Les Malheurs d'Octavie,,, est un film français écrit et réalisé par Roland Urban en 1980.

## Synopsis
Le père d’un original petit ordinateur, parvient grâce à sa trouvaille à voler des papiers diplomatiques confidentiels et s’attire l’animosité des réseaux secrets…(extraits de cinéma français.fr)

## Fiche technique
- Producteur : Roland Urban
- Producteur délégué : Pierre-Dominique Lo Méo
- Scénariste & réalisateur : Roland Urban
- Premier assistant réalisateur : Lionel Bernier
- Deuxième et troisième  assistants réalisateurs :  Annie Finji et Jeannick Pichat
- Directeur de la photo : Jacques Renoir
- Cadre : Romain Winding
- Assistants opérateurs : Jean-Claude Marisa et Nicolas Brunet
- Scripte : Chantal Nicole
- Directeur de production : Claude-Maurice Müller
- Régie & secrétaire de production : Danielle Vaugon
- Administrateur de production : Catherine Staub
- Photographes : Pierre Gevelot & Nancy Lo Méo
- Chef décorateur : Serge Douy
- Accessoiriste : Jean-Pierre Prouvost
- Ingénieur du son : Daniel Brisseau
- Costumes : Fanny Jakubovicz
- Chef monteur : Pierre Didier
- Monteur adjoint : Jean-Michel Fleury
- Voix : Harold Kay

## Distribution
- Roger Carel : André Perlin
- Jacqueline Jefford : Yvonne Perlin
- Jacques Monod : le beau-père
- Florence Blot : Pauline (la bonne)
- Jacques Legras : Gonzague (directeur des services secrets)
- Laurence Badie : le commissaire du Peuple
- Carol Lixon : Vanou (fille d'André et Yvonne Perlin)
- Marc Dudicourt : l'ambassadeur du Goulachistan
- Jean-Pierre Laurent : Hubert
- Henri-Jacques Huet : Ygorchou (espion goulachistanais)
- Angelo Bardi : Eudipski (espion goulachistanais)
- Francis Terzian : Mathchov (espion goulachistanais)
- Daniel Vérité : un espion goulachistanais
- Dominique Alban (Dominique Bainier) : la secrétaire
- Gillian Gill :
- Henri Faye :
- Pierre-Dominique Lo Méo : le Diable, Cupidon, et doublure Roger Carel
- Youri Azios Manoff : un chanteur et musicien
- Jeannick Pichat : dessin animé (générique)
- Harold Kay : commentaires sonores